# Памятник Сталину, Рузвельту и Черчиллю (Ялта)
Па́мятник Ио́сифу Ста́лину, Фра́нклину Ру́звельту и Уи́нстону Че́рчиллю — памятник лидерам «большой тройки» — И. В. Сталину, Ф. Рузвельту и У. Черчиллю — в посёлке Ливадия.

## Расположение
Памятник находится в сквере возле Ливадийского дворца, бывшей южной резиденции российских императоров, расположен на берегу Чёрного моря в посёлке Ливадия в Ялтинском регионе Крыма в 3 км от города Ялты.

## История создания
С 4 по 11 февраля 1945 в Ливадийском дворце прошла Ялтинская конференция — вторая по счёту (после Тегеранской конференция 1943 года) встреча лидеров стран антигитлеровской коалиции — СССР, США и Великобритании — во время Второй мировой войны, посвящённая установлению послевоенного мирового порядка. Памяти данного события и посвящён памятник.
Бронзовая композиция — Памятник Сталину, Рузвельту и Черчиллю, весом около 10 тонн была создана российским скульптором Зурабом Церетели в 2005 году в Москве. Её хотели установить в Ливадии к 60-летию Ялтинской конференции. Против этой идеи выступили представители ряда украинских политических партий, имевших свои отделения в Крыму, обвиняя Сталина в геноциде украинцев, а также крымские татары, которые обвинили Сталина в депортации крымскотатарского народа. В качестве компромиссного решения (с которым согласился ряд правозащитников включая Е. Боннэр и Л. Алексееву) предлагалось разместить изготовленный памятник не в Ялте, а в Тегеране. И в 2005 году памятник установлен не был. 
Спустя почти десять лет, в ноябре 2014 года, монумент передали Крыму.
С 4 по 5 февраля 2015 года в Крыму проходила международная научная конференция «Ялта 1945: прошлое, настоящее, будущее», посвященная 70-летию встречи лидеров стран антигитлеровской коалиции; по окончании конференции, 5 февраля под звуки гимна России памятник был торжественно открыт. На открытии памятника выступил председатель Государственной думы Федерального собрания Российской Федерации шестого созыва Сергей Нарышкин, который в своей речи напомнил о том, что именно здесь, в Ливадийском дворце, семьдесят лет назад решением Сталина, Рузвельта и Черчилля, завершалась Вторая мировая война и начинался послевоенный мир, зарождалась новая система глобальной безопасности и глобальных отношений. «Открытие памятника — дань памяти тому великому историческому событию, которое произошло здесь 70 лет назад. Это одновременно и ещё одно предупреждение тем политикам и спекулянтам, которые пытаются нагло и цинично извратить историю и Второй мировой войны, и послевоенного устройства мира», — сказал Нарышкин.
В то же время член Меджлиса крымскотатарского народа Абдураман Эгиз выступил против «кощунственной» установки памятника, включающего фигуру Иосифа Сталина, виновного в депортации крымских татар 1944 года. По заявлению главы меджлиса Рефата Чубарова, памятник призван стать могильным камнем всем, кто поддерживает вхождение Крыма в состав России. Уполномоченный президента Украины по делам крымскотатарского народа Мустафа Джемилев назвал установку монумента провокацией. Журналист Айдер Муждабаев, крымский татарин, уподобил случившееся установке гипотетического памятника Гитлеру в Израиле.

## Галерея
- Черчилль, Рузвельт, Сталин в Ялте. Февраль 1945
- Почтовая марка России, 2020 г. с памятником «Большая тройка»
- Восковые фигуры руководителей трёх союзных держав антигитлеровской коалиции в Ливадийском дворце